# Yang Xiong
Pour les articles homonymes, voir Yáng (陽 ou 阳) et Xiong.
Yang Xiong 揚雄 ou Yang Hsiung (53 av. J.-C. - 18 ap. J.-C.), nom social Ziyun, parfois appelé Yangzi, est un philosophe et un poète chinois de la fin des Han occidentaux et du début de la dynastie Xin, auteur également du Fangyan (dialectes), recueil d’expressions régionales. Comme beaucoup d'auteurs de l’époque, sa pensée témoigne d’influences multiples et il a pu être classé ultérieurement aussi bien parmi les taoïstes que les confucéens auxquels il se rattache lui-même dans son ouvrage Fayan. 
Sous les Song, Zhu Xi, principal artisan de la nouvelle orthodoxie confucéenne, l’a sévèrement critiqué pour avoir suivi l’usurpateur Wang Mang, ainsi que pour son opinion que la nature humaine est un mélange de bon et de mauvais, qui s’écarte de la conception « correcte » de Mencius d’une nature humaine foncièrement bonne.
Il est considéré comme l’un des quatre maîtres de la poésie fu de l’époque Han.

## Biographie
Originaire des environs de Chengdu, sa biographie dans le Livre des Han antérieurs le décrit comme aimant l’étude, dédaignant la position sociale et la richesse. Affligé de bégaiement, il parlait peu.
On pense qu’il fut l’élève de Zhuang Zun, plus connu sous le nom de Yan Junping/Yan Zun et parfois appelé Zhuanzi comme le célèbre auteur du classique taoïste. Spécialiste du Yi Jing, Yan Junping prétendait refuser les fonctions officielles pour éduquer à travers la divination et semble avoir eu de nombreux disciples. On lui doit le Laozi zhigui, commentaire du Dao De Jing qui en imite la forme. Cette technique d’écriture sera reprise par Yang Xiong, dont les œuvres les plus importantes reprennent délibérément la structure et le style d’ouvrages connus.
Yang Xiong était également un grand admirateur de son compatriote Sima Xiangru (179-117), maitre du fu, genre poétique en vogue sous les Han occidentaux. Il le pratiquait avec talent, et c’est sa réputation en la matière qui lui valut d’être présenté par Yang Zhuang, un autre compatriote, à l’empereur Chengdi qui l’accepta à sa cour de Chang'an aux alentours de 20 av. J.-C.. À partir de 14 av. J.-C. il composa des fus, puis se vit offrir en 10 av. J.-C. le poste mineur d’assistant de la Porte jaune Dédaignant comme son maître la carrière, il ne chercha jamais à s’élever dans la hiérarchie, mais obtint en 9 av. J.-C. d’être dispensé d’accomplir ses fonctions pour se consacrer à l’étude avec accès à la bibliothèque impériale. 
Il abandonna le fu peu après, critiquant son style inutilement orné et son manque d’efficacité. En effet, pratiqué par les lettrés de la cour, ce genre poétique tente de combiner la description dithyrambique des fastes impériaux avec l’accomplissement du devoir de remontrance qui incombe au fonctionnaire confucéen. Néanmoins, les critiques enrobées dans le brio littéraire y sont en général assez voilées pour pouvoir être facilement ignorées. 
Durant la quinzaine d’années qui suivit, Yang Xiong annota le Cang Jie, dictionnaire officiel des Qin, et rédigea le premier recueil d’expressions régionales, le Fangyan, ainsi que deux ouvrages philosophiques, le Taixuan (grand mystère) inspiré du Yijing et le Fayan (paroles pour guider) inspiré des Analectes de Confucius. 
Yang Xiong resta en poste sous le règne de l’usurpateur Wang Mang qui l’affecta officiellement à la relecture des ouvrages de la bibliothèque impériale et à qui il présenta en 14 son dernier ouvrage, Juqin meixin ou Critique de Qin et louange de Xin. L'un de ses disciples, Liu Fen, ayant été compromis dans une affaire politique, il se serait jeté par la fenêtre du Pavillon de la bénédiction céleste où il travaillait, mais en réchappa. Il fut déclaré hors de cause par Wang Mang et même promu, mais ne fit dès lors plus parler de lui jusqu'à sa mort à Chang'an en 18.

## Pensée et œuvre
On retrouve dans ses écrits le syncrétisme caractéristique de l’époque, mêlant des éléments des divers courants de la période pré-impériale aux systèmes universels expliquant le fonctionnement du monde dans ses moindres détails (théories du yin et du yáng, des Cinq éléments, du qi). Le confucianisme en vogue à la cour sous les Han occidentaux est lui-même fortement imprégné de ces théories. Ses adeptes partagent souvent la croyance à l’immortalité plus souvent associée au taoïsme et pratiquent une lecture ésotérique des classiques centrée autour de leur interprétation cosmologique et prédictive, parfois apocalyptique. Yang Xiong, parfois qualifié de matérialiste, a peu de sympathie pour le surnaturel et la magie et fait partie de ceux qui critiquent cette lecture fantastique ; il est d’ailleurs, comme la plupart d’entre eux, un partisan du « texte ancien ». Le Fayan a influencé les philologues de l’« école du texte ancien » de l’époque Tang. Il a également développé des thèmes taoïstes comme le dao, le non-agir, le mystère, la spontanéité.
L'un de ses thèmes récurrents est, comme il convient à un ancien disciple d'un spécialiste du Livre des mutations, l’importance du moment et des circonstances, le talent et les efforts étant insuffisants à déterminer la réussite. Quand les temps ne sont pas favorables, mieux vaut se retirer. Néanmoins il n’est pas partisan d’une vie d’ermite mais d’un retrait partiel comparable au sien, tapi proche du pouvoir. 

### Le Grand mystère
Le Taixuan est un manuel de divination à l’instar du Yijing dont il reprend la structure. Comme lui, il propose une représentation de l’univers et de ses transformations à l’aide de groupes de lignes pleines ou brisées assortis de commentaires expliquant leur signification et leurs règles de mutation. Ces lignes sont de trois types (entière, brisée en deux et brisée en trois) représentant respectivement le ciel, la terre et l’homme, et constituent un ensemble de quatre-vingt-un tétragrammes corrélés par l’intermédiaire du yin-yang et des cinq éléments à une multitude de concepts ou réalités : constellations, notes de musique etc. Ces corrélations dont la logique n’apparait plus toujours clairement aux lecteurs contemporains sont exposées dans le commentaire Nombres du grand mystère. Les sens possibles de chaque tétragramme sont exprimés par un cycle de neuf phrases parmi lesquelles on choisit en tenant compte de critères comme les circonstances temporelles, la phase yin ou yang ou la qualité de la personne interrogeant l’oracle (souverain, ministre, homme du commun etc.). 
Moins étudié que le Fayan du fait de son contenu plus pratique que théorique et de sa difficulté de lecture et d’interprétation, il est considéré par certains comme très important car on trouve dans les commentaires une variété de concepts philosophiques contemporains de l’auteur. Le xuan, mystère, y est la source de l’univers.

### Paroles pour guider
Composé sur le modèle des Entretiens de Confucius, le Fayan est un recueil d’aphorismes et de dialogues sur l’histoire et la philosophie rédigé dans une langue archaïsante sans fioriture. L’ouvrage aborde les mêmes thèmes que son modèle : amélioration de soi par l’étude, la musique et les rites, importance d'entretenir des relations familiales et sociales correctes, présentation de personnalités modèles de la dynastie Zhou, déploration de la décadence des temps et du peu de crédit que les souverains accordent aux vrais sages. Fort naturellement, Yang Xiong adopte dans cet ouvrage une position clairement confucéenne, défendant cette idéologie et raillant les autres écoles, discutant des difficultés que le confucianiste rencontre dans la réalité. 
Il se situe du côté des rationalistes et se moque de la lecture ésotérique des classiques et des croyances superstitieuses qui, selon lui, entachent le confucianisme de son époque, comme la croyance aux présages. Réformiste, il s’oppose aux modernistes partisans d’une politique d’enrichissement commercial et industriel et d’expansion militaire au détriment du petit peuple, politique selon lui plus proche de l'empire légiste que d'un État confucéen. Cette position le rapproche de Wang Mang auprès de qui il restera en fonction au lieu de se suicider ou de partir comme certains fonctionnaires désireux de manifester leur fidélité aux Han. Il avait d’ailleurs auparavant critiqué le choix du suicide face aux revers politiques dans le Taixuan et un de ses poèmes. Cela lui sera reproché par Zhu Xi. 
C’est dans le Fayan que se trouve la phrase où Yang Xiong prend position sur la nature humaine, mélange selon lui de bon et de mauvais, que le qi, force universelle, tire dans un sens ou dans l’autre selon la direction que lui donne l'individu. Bien qu’il ne s’agisse que d’un bref passage, sans comparaison avec les théories de la nature humaine longuement développées par Mencius et Xun Zi, c’est essentiellement ce que l’orthodoxie néconfucéenne a retenu de son œuvre pour le ranger avec Xun Zi dans le camp de « ceux qui se sont trompés ».
On trouve également dans le Fayan des thèmes plus communément liés au taoïsme : le dao, le de (vertu), la spontanéité (ziran) , le non-agir (wuwei), le risque que la recherche du prestige social fait courir à soi-même et à sa famille, l’intérêt d’observer un certain retrait vis-à-vis de la vie publique et de diminuer ses désirs. Néanmoins, il s’oppose au retrait total loin du monde et préconise une position similaire à la sienne : proche du pouvoir mais invisible.
Du fait de ces thèmes et de la relative notoriété du Laozi zhigui, attribué à son maître, auprès des taoïstes des Dynasties du Nord et du Sud aux Tang, Yang Xiong est parfois classé parmi les philosophes taoïstes. Néanmoins, malgré la présence de thèmes taoïstes dans sa pensée, lui-même ne s’est jamais défini ainsi. Il a adopté dans le Fayan une position confucéenne et cite Confucius comme le sage par excellence. Dans les ouvrages de philosophie chinois contemporains, il est simplement désigné comme « philosophe » ou « philologue ».

### Poésie
Fan lisao (réfutation de la tristesse de la séparation), réponse au Li sao, est le seul poème restant parmi ses productions datant d’avant son entrée à la cour. Il y réfute l’extrémisme de Qu Yuan qui le mène au suicide et préconise la sagesse de Confucius qui sait rester « un dragon couché, un phénix blotti » durant les périodes défavorables. 
Yang Xiong est l’auteur de douze fus. Adepte comme on l’a vu du modèle littéraire, ses pièces principales sont des imitations d’œuvres de Sima Xiangru, où s’exprime néanmoins, pour les plus réussies, l’originalité de l’auteur. Ses deux fus les plus célèbres composés à la cour sont le Jiaolie fu ou Fu de la chasse aux barricades et le Changyang fu ou Fu du palais Changyang. On peut encore citer le Ganquan fu ou Fu de la source douce et le Hedong fu ou Fu de l’Est du fleuve.
Hormis les fus, il composa à la cour beaucoup d’œuvres traitant de sa pauvreté et du ridicule de sa basse position, conséquences inévitables de sa politique de retrait dans les coulisses du pouvoir. Ainsi dans Jie chao (dissoudre le ridicule), il se plaint de son manque de prestige tout en justifiant sa position par sa philosophie de survie. Dans Zhu pin (chasser la pauvreté), la pauvreté prend la forme d’un invité indésirable auquel Yang Xiong expose les embarras qu'il lui cause. L’invité réplique en mettant en avant les avantages obtenus en échange : liberté de pensée, résistance physique et morale forgée par l’épreuve d’une vie sans confort.
Ses poèmes sont regroupés dans le Recueil des cent-trois poètes des Han, des Wei et des Six royaumes.